# Konstantinos Karamanlis
Konstantinos Karamanlis (Grieks: Κωνσταντίνος Καραμανλής [kɔnstandinɔs karaman'lis]; in het Nederlands ook Konstantijn of Constantijn Karamanlis genoemd) (Proti, 8 maart 1907 – Athene, 23 april 1998) was een belangrijk Grieks staatsman.

## Entree in de politiek
Karamanlis studeerde rechten aan de Universiteit van Athene. Al vroeg gaf hij blijk van politieke aspiraties, tot grote ergernis van zijn vader, een dorpsonderwijzer die een hekel had aan politiek. Toch kwam hij in 1935 in het parlement als afgevaardigde van het rechtse, populistische Laiko Komma ('Volkspartij').
Tijdens de dictatuur van Metaxas (1936-1940) bleef hij politiek passief en ook tijdens de Duitse bezetting heeft hij zich uitsluitend met zijn advocatenpraktijk beziggehouden. Tegen het einde van de oorlog (1944) vond hij dat het moment aangebroken was om weer politiek actief te worden. Hij vluchtte naar Caïro, waar alle Griekse politici in ballingschap verbleven. Na de bevrijding keerde hij met de andere politici naar Griekenland terug, en bij de parlementsverkiezingen van 1946 kwam hij weer voor de Volkspartij in het parlement. Onder de regeringen van de premiers Tsaldaris en Papagos beheerde hij verschillende ministersportefeuilles.
Zijn politieke doorbraak kwam echter in 1955, toen koning Paul na de dood van premier Papagos de twee vicepremiers oversloeg en Karamanlis de opdracht gaf om een nieuwe regering te vormen: een hoogst ongebruikelijke procedure, waardoor het duidelijk werd dat het koningshuis eigenzinnig en los van de politieke verhoudingen begon op te treden. Een houding waarvan Karamanlis later zelf veel last zou krijgen, en die uiteindelijk tot de val van de Griekse monarchie zou leiden.
Hij verving de "Griekse Concentratie" van Papagos door een nieuwe partij, de Nationaal-Radicale Unie ('ERE'). Karamanlis' regering werd op binnenlands vlak gekenmerkt door politieke stabiliteit, maar in de buitenlandse politiek door hevige conflicten met Turkije over Cyprus. Dit conflict kwam in 1959 met het Akkoord van Zürich en het Akkoord van Londen tot een voorlopige oplossing. Ook waren er economische problemen. Een geschil met de koning inzake de opportuniteit van politieke hervormingen leidde in juni 1963 tot Karamanlis' aftreden. Na de parlementsverkiezingen van november 1963 kwam Karamanlis voor het eerst niet als winnaar uit de bus. In plaats van als oppositieleider in het parlement te blijven, trok hij zich uit de politiek terug, droeg de leiding van de partij over aan Panagiotis Kanellopoulos en vertrok onder een valse naam in ballingschap naar Parijs.

## Politieke terugkeer en buitenlands beleid
Na de val van het door hem scherp gekritiseerde kolonelsregime werd hij in juli 1974 teruggeroepen om een regering van nationale eenheid te vormen. Hij werd benoemd tot premier.
Onder Karamanlis' leiding besloot Griekenland om zich terug te trekken uit de militaire tak van de NAVO, omdat deze weigerde in te grijpen toen Turkije Cyprus opnieuw binnenviel. Ook legaliseerde hij de Communistische Partij (KKE), die 26 jaar lang illegaal was gebleven. Voor de tweede keer in zijn politieke carrière stichtte hij een nieuwe partij, de Nea Dimokratia ('Nieuwe Democratie'), waarmee hij bij de verkiezingen van 17 november 1974 met 54 procent van de stemmen een overweldigende meerderheid behaalde. Hij voerde een voorzichtig en behoudend beleid en slaagde erin het vertrouwen van zowel Oost- als West-Europese mogendheden in Griekenland te herstellen.
In april 1980 werd hij tot president van de Griekse Republiek gekozen. In maart 1985 werd hij in deze functie opgevolgd door de partijloze Christos Sartzetakis. In 1990 werd hij echter opnieuw verkozen voor een tweede ambtstermijn als president. Konstantinos Karamanlis overleed begin 1998 op 91-jarige leeftijd in Athene.
- Bibsys: 90184900
- Bibliothèque nationale de France: cb119681725 (data)
- Gemeinsame Normdatei: 118640070
- International Standard Name Identifier: 0000 0001 2126 6463
- Library of Congress Control Number: n81133832
- National Archives and Records Administration: 10568584
- Nationale bibliotheek van Australië: 35948747
- Nederlandse Thesaurus van Auteursnamen: 07098770X
- Réseau des bibliothèques de Suisse occidentale: 02-A003076060
- SNAC: w67d2zxk
- Système universitaire de documentation: 082266670
- Trove: 1158927
- Virtual International Authority File: 243149196510874791927